# Associazione Calcio Milan 1948-1949
Questa voce raccoglie le informazioni riguardanti l'Associazione Calcio Milan nelle competizioni ufficiali della stagione 1948-1949.

## Stagione

Omero Tognon, al Milan dal 1945 al 1956

In questa stagione il Milan torna ad acquistare giocatori stranieri dopo un periodo durato diversi anni durante il quale non ne ha tesserati. Arrivano in rossonero l'islandese Albert Guðmundsson e l'irlandese Paddy Sloan. Il Milan ha delle trattative anche con il danese Johannes Pløger, che però viene soffiato all'ultimo momento ai rossoneri dalla Juventus. I bianconeri, per non inimicarsi la dirigenza del Milan, favoriscono l'acquisto da parte dei rossoneri dello svedese Gunnar Nordahl, fresco vincitore della medaglia d'oro nelle Olimpiadi di Londra, che diventerà poi uno degli attaccanti più forti del mondo nonché una della bandiere, a tutt'oggi il miglior marcatore nella storia del Milan. Nordahl debutterà poi nella partita casalinga con la Pro Patria, vinta dai rossoneri per 3 a 2, segnando subito una rete. Questi acquisti fanno ben sperare i tifosi del Milan.
In questa stagione il Milan gioca le gare casalinghe anche all'Arena Civica: a San Siro disputa gli incontri dove ci si aspetta l'arrivo di molti spettatori. Il Milan disputa un ottimo campionato di Serie A classificandosi al 3º posto finale. Questa è una stagione funesta per il calcio italiano: nella tragedia di Superga muore l'intera squadra del Grande Torino al ritorno da un'amichevole disputata in Portogallo. Al Torino viene poi assegnato d'ufficio lo scudetto prima della fine del campionato su proposta di Milan e Inter che sono, rispettivamente, terzi e secondi in classifica.

## Divise
| Casa | Trasferta |

## Organigramma societario
Area direttiva
- Presidente: Umberto Trabattoni
- Vice presidenti: Mario Mauprivez e Mario Benazzoni
- Segretario: Giannino Giannotti

Area tecnica
- Allenatore: Giuseppe Bigogno
- Allenatore riserve: Giuseppe Santagostino
- Direttore tecnico: Antonio Busini

Area sanitaria
- Medico sociale: Giuseppe Veneroni
- Massaggiatore: Guglielmo Zanella

## Rosa
| N. |                    | Ruolo | Calciatore                   |
| -- | ------------------ | ----- | ---------------------------- |
|    | Italia (bandiera)  | P     | Efrem Milanese               |
|    | Italia (bandiera)  | P     | Giovanni Rossetti            |
|    | Italia (bandiera)  | D     | Carlo Belloni                |
|    | Italia (bandiera)  | D     | Andrea Bonomi                |
|    | Italia (bandiera)  | D     | Mario Foglia                 |
|    | Italia (bandiera)  | D     | Edy Gratton                  |
|    | Italia (bandiera)  | D     | Gianni Toppan                |
|    | Italia (bandiera)  | C     | Carlo Annovazzi              |
|    | Italia (bandiera)  | C     | Giuseppe Antonini (capitano) |
|    | Italia (bandiera)  | C     | Osvaldo Biancardi            |
|    | Islanda (bandiera) | C     | Albert Guðmundsson           |

| N. |                    | Ruolo | Calciatore                  |
| -- | ------------------ | ----- | --------------------------- |
|    | Italia (bandiera)  | C     | Michele Manenti             |
|    | Italia (bandiera)  | C     | Omero Tognon                |
|    | Italia (bandiera)  | A     | Renzo Burini                |
|    | Italia (bandiera)  | A     | Riccardo Carapellese        |
|    | Italia (bandiera)  | A     | Pietro Degano               |
|    | Italia (bandiera)  | A     | Franco De Gregori           |
|    | Svezia (bandiera)  | A     | Gunnar Nordahl              |
|    | Italia (bandiera)  | A     | Elio Onorato                |
|    | Italia (bandiera)  | A     | Héctor Puricelli (capitano) |
|    | Italia (bandiera)  | A     | Aurelio Santagostino        |
|    | Irlanda (bandiera) | A     | Paddy Sloan                 |

## Calciomercato

### Sessione estiva
| Acquisti | Acquisti               | Acquisti       | Acquisti |
| R.       | Nome                   | da             | Modalità |
| -------- | ---------------------- | -------------- | -------- |
| A        | Aleksandar Aranđelović | Stella Rossa   | -        |
| D        | Carlo Belloni          | Varese         | -        |
| D        | Osvaldo Biancardi      | Fanfulla       | -        |
| C        | Albert Guðmundsson     | Nancy          | -        |
| C        | Michele Manenti        | Magenta        | -        |
| A        | Gunnar Nordahl         | IFK Norrköping | -        |
| A        | Elio Onorato           | Salernitana    | -        |
| C        | Paddy Sloan            | Sheffield Utd  |          |

| Cessioni | Cessioni        | Cessioni    | Cessioni |
| R.       | Nome            | da          | Modalità |
| -------- | --------------- | ----------- | -------- |
| D        | Felice Cerri    | Alessandria | -        |
| P        | Gianni Mattioni | Seregno     | -        |
| D        | Carlo Piccardi  | Atalanta    | -        |

### Sessione invernale
| Acquisti | Acquisti       | Acquisti       | Acquisti |
| R.       | Nome           | da             | Modalità |
| -------- | -------------- | -------------- | -------- |
| A        | Gunnar Nordahl | IFK Norrköping | -        |

| Cessioni | Cessioni | Cessioni | Cessioni |
| R.       | Nome     | da       | Modalità |
| -------- | -------- | -------- | -------- |

## Risultati

### Serie A

#### Girone di andata
| Arbitro: | Orlandini (Roma) |

|  |           |                               |
|  | Marcatori | 13’ Carapellese 15’ Puricelli |

| Arbitro: | Gemini (Roma) |

|                           |           |                      |
| De Santis 3’ Vycpálek 73’ | Marcatori | 35’ (aut.) Piccinini |

| Arbitro: | Poggipollini (Ferrara) |

|                                         |           |  |
| Guðmundsson 11’ Degano 34’ Antonini 42’ | Marcatori |  |

| Arbitro: | Canavesio (Torino) |

|            |           |                         |
| Pesaola 3’ | Marcatori | 4’ Degano 24’ Puricelli |

| Arbitro: | Gemini (Roma) |

|  |           |                       |
|  | Marcatori | 35’ Nyers 59’ Lorenzi |

| Arbitro: | Scotto (Savona) |

|                            |           |              |
| Onorato 19’, 20’ Sloan 48’ | Marcatori | 49’ Tosolini |

| Arbitro: | Poggipollini (Ferrara) |

|                   |           |                           |
| Toth 8’ Conti 12’ | Marcatori | 46’ Carapellese 51’ Sloan |

| Arbitro: | Orlandini (Roma) |

|            |           |  |
| Burini 62’ | Marcatori |  |

| Arbitro: | Silvano (Torino) |

|                                                      |           |                        |
| Marchetti 3’ Pandolfini 11’ Galassi 42’ Sperotto 64’ | Marcatori | 40’ Toppan 49’ Onorato |

| Arbitro: | Cambi (Livorno) |

|                                                         |           |            |
| Burini 36’ Onorato 69’ Carapellese 79’ Santagostino 86’ | Marcatori | 30’ Tieghi |

| Modena 21 novembre 1948 11ª giornata | Modena         | 0 – 0 | Milan | Stadio Comunale (15 000 spett.)\| Arbitro: \| Pera (Firenze) \| |
| Arbitro:                             | Pera (Firenze) |       |       |                                                                 |

| Arbitro: | Bellè (Venezia) |

|               |           |              |
| Annovazzi 12’ | Marcatori | 8’ Boniperti |

| Arbitro: | Gamba (Napoli) |

|            |           |                                                           |
| Adcock 73’ | Marcatori | 21’ Santagostino 45’ De Gregori 59’ Carapellese 77’ Sloan |

| Arbitro: | Pera (Firenze) |

|             |           |  |
| Verdeal 78’ | Marcatori |  |

| Arbitro: | Scotto (Savona) |

|                                      |           |  |
| Degano 4’ Burini 51’ Carapellese 87’ | Marcatori |  |

| Arbitro: | Bellè (Venezia) |

|                      |           |               |
| Carapellese 15’, 24’ | Marcatori | 9’, 87’ Mayer |

| Arbitro: | Bernardi (Bologna) |

|                         |           |                 |
| Stradella 39’ Dante 67’ | Marcatori | 56’ Carapellese |

| Arbitro: | Canavesio (Torino) |

|                                  |           |                          |
| Carapellese 47’, 66’ Nordahl 50’ | Marcatori | 13’ Turconi II 62’ Borra |

| Arbitro: | Cambi (Livorno) |

|                     |           |                 |
| Gei 7’ Bassetto 22’ | Marcatori | 55’ Carapellese |

#### Girone di ritorno
| Arbitro: | Boffardi (Genova) |

|                                                  |           |           |
| Burini 16’ Santagostino 55’, 68’ Carapellese 84’ | Marcatori | 3’ Cavone |

| Arbitro: | Zambotto (Padova) |

|                               |           |            |
| Antonini 36’ Santagostino 43’ | Marcatori | 22’ Pavesi |

| Arbitro: | Bernardi (Bologna) |

|             |           |                 |
| Astorri 42’ | Marcatori | 86’ Carapellese |

| Arbitro: | Pieri (Trieste) |

|                                    |           |  |
| Annovazzi 10’ Sloan 23’ Burini 89’ | Marcatori |  |

| Arbitro: | Dattilo (Roma) |

|                                                  |           |                                         |
| Gratton 27’ (aut.) Nyers II 33’, 71’ Lorenzi 66’ | Marcatori | 2’ Annovazzi 34’ Sloan 43’, 52’ Nordahl |

| Arbitro: | Bellè (Venezia) |

|             |           |                                  |
| Rossetti 4’ | Marcatori | 11’ Sloan 32’ Burini 77’ Nordahl |

| Arbitro: | Zilli (Reggio Emilia) |

|                                     |           |  |
| Nordahl 5’, 59’ Carapellese 43’ 88’ | Marcatori |  |

| Arbitro: | Dattilo (Roma) |

|                                        |           |            |
| Ossola 11’, 75’ Gabetto 52’ Fadini 71’ | Marcatori | 46’ Burini |

| Arbitro: | Bertolio (Torino) |

|                                        |           |              |
| Manenti 14’ Burini 15’ Carapellese 80’ | Marcatori | 62’ Sperotto |

| Arbitro: | Gamba (Napoli) |

|                 |           |                       |
| Ferraris II 25’ | Marcatori | 18’ Sloan 42’ Nordahl |

| Arbitro: | Pieri (Trieste) |

|                                                 |           |                  |
| Burini 7’, 21’, 39’ Nordahl 60’ Guðmundsson 76’ | Marcatori | 34’ Sentimenti V |

| Arbitro: | Dattilo (Roma) |

|                |           |             |
| Muccinelli 76’ | Marcatori | 57’ Nordahl |

| Arbitro: | Savio (Torino) |

|                  |           |  |
| Nordahl 53’, 77’ | Marcatori |  |

| Arbitro: | Canavesio (Torino) |

|                  |           |                               |
| Nordahl 25’, 28’ | Marcatori | 34’ König 27’ (aut.) Milanese |

| Arbitro: | Scotto (Savona) |

|                 |           |                                        |
| Flamini 9’, 38’ | Marcatori | 11’ Carapellese 81’ Nordahl 86’ Degano |

| Arbitro: | Bertolio (Torino) |

|                             |           |            |
| Mayer 10’, 72’ Mezzadri 56’ | Marcatori | 62’ Burini |

| Arbitro: | Bernardi (Bologna) |

|                       |           |  |
| Burini 6’ Nordahl 51’ | Marcatori |  |

| Arbitro: | Gemini (Roma) |

|                               |           |                          |
| Turconi II 11’, 86’ Toros 90’ | Marcatori | 48’ Nordahl 74’ Antonini |

| Arbitro: | Poggipollini (Ferrara) |

|                                |           |                             |
| Santagostino 8’ Sloan 45’, 73’ | Marcatori | 10’ (aut.) Milanese 51’ Gei |

## Statistiche

### Statistiche di squadra
| Competizione | Punti | In casa | In casa | In casa | In casa | In casa | In casa | In trasferta | In trasferta | In trasferta | In trasferta | In trasferta | In trasferta | Totale | Totale | Totale | Totale | Totale | Totale | DR  |
| Competizione | Punti | G       | V       | N       | P       | Gf      | Gs      | G            | V            | N            | P            | Gf           | Gs           | G      | V      | N      | P      | Gf     | Gs     | DR  |
| ------------ | ----- | ------- | ------- | ------- | ------- | ------- | ------- | ------------ | ------------ | ------------ | ------------ | ------------ | ------------ | ------ | ------ | ------ | ------ | ------ | ------ | --- |
| Serie A      | 50    | 19      | 15      | 3       | 1       | 50      | 17      | 19           | 6            | 5            | 8            | 33           | 35           | 38     | 21     | 8      | 9      | 83     | 52     | +31 |

### Statistiche dei giocatori
| Giocatore       | Serie A  | Serie A |
| Giocatore       | Presenze | Reti    |
| --------------- | -------- | ------- |
| C. Annovazzi    | 36       | 3       |
| G. Antonini     | 13       | 3       |
| C. Belloni      | 3        | 0       |
| O. Biancardi    | 1        | 0       |
| A. Bonomi       | 29       | 0       |
| R. Burini       | 34       | 13      |
| R. Carapellese  | 36       | 17      |
| F. De Gregori   | 13       | 1       |
| P. Degano       | 7        | 4       |
| M. Foglia       | 30       | 0       |
| E. Gratton      | 32       | 0       |
| A. Guðmundsson  | 14       | 2       |
| M. Manenti      | 3        | 1       |
| E. Milanese     | 26       | -38     |
| G. Nordahl      | 15       | 16      |
| E. Onorato      | 12       | 4       |
| H. Puricelli    | 11       | 2       |
| G. Rossetti     | 12       | -14     |
| A. Santagostino | 14       | 6       |
| P. Sloan        | 30       | 9       |
| O. Tognon       | 38       | 0       |
| G. Toppan       | 9        | 1       |